# Bulbophyllum scopa
Bulbophyllum scopa är en orkidéart som beskrevs av Jaap J. Vermeulen. Bulbophyllum scopa ingår i släktet Bulbophyllum och familjen orkidéer. Inga underarter finns listade i Catalogue of Life.